# Lattojärvi
Lattojärvi är en sjö i kommunen Mänttä-Filpula i landskapet Birkaland i Finland. Arean är 38 hektar och strandlinjen är 3,18 kilometer lång. Sjön  ingår i Kumo älvs huvudavrinningsområde.   Den ligger omkring 70 kilometer norr om Tammerfors och omkring 220 kilometer norr om Helsingfors.  